# Lepidochrysops jefferyi
Jeffery's Blue (Lepidochrysops jefferyi) là một loài bướm ngày thuộc họ Lycaenidae. Nó là loài đặc hữu của Nam Phi, ở đó nó known from grassland on the hills above Ulundi, Fairview and the Sheba Mines in Mpumalanga.
Sải cánh dài 38–44 mm đối với con đực and 42–46 mm đối với con cái. Con trưởng thành bay từ tháng 10 đến tháng 11. Có một lứa một năm.
Ấu trùng ăn Becium grandiflorum.